# 소피 로
소피 로(Sophie Lowe, 1990년 6월 5일 ~ )는 영국 태생의 오스트레일리아 배우, 싱어송라이터이다.

## 출연 작품

### 영화
- 뷰티풀 케이트 (2009, Beautiful Kate)
- 블레스드 (2009, Blessed)
- 로드킬 (2010, Road Kill)
- 더 클리닉 (2010, The Clinic)
- 블레임 (2010)
- 키스 (2011, Kiss) - 단편
- 투 마더스 (2013)
- 더 필라서퍼스 (2013, The Philosophers)
- What Lola Wants (2014)
- 더 버터플라이 트리 (2017, The Butterfly Tree)
- 블로우 더 맨 다운 (2019, Blow the Man Down)
- 다이브:100 피트 추락 (2023, The Dive)

### 텔레비전
- The Slap (2011)
- 원스 어폰 어 타임 인 원더랜드 (2013-14)
- 더 리턴드 (2015, The Returned) - 시즌1